# Miroslav Polášek
Miroslav Polášek (* 21. ledna 1944 Nedachlebice) je český fotbalový trenér a bývalý druholigový fotbalista.

## Hráčská kariéra
S fotbalem začínal v Částkově, nedlouho poté přestoupil do nově vzniknuvší TJ Gottwaldov. Během základní vojenské služby hrál za Duklu Bechyně. Po vojně nastupoval ve Spartaku Sezimovo Ústí. Po návratu na Moravu si ve zlínském dresu připsal několik startů ve II. lize a nedlouho poté odešel do Spartaku Uherský Brod, kde v roce 1975 hráčskou kariéru uzavřel.

## Trenérská kariéra
V prvoligovém ročníku 1993/94 byl asistentem Petra Uličného ve Zlíně, kde společně působili už od podzimu 1990. Na podzim 1999 byl asistentem téhož trenéra v prvoligové Viktorii Žižkov. Na podzim 1996 dělal asistenta Antonínu Juranovi v Dubnici nad Váhom ve slovenské lize. V nižších soutěžích působil v Uherském Brodě – kde s trénováním roku 1976 začal, ve Vlčnově, v Nivnici, ve Slušovicích, ve Zlíně, v Kyjově, ve Veselí nad Moravou, ve Viktorii Žižkov, v Dolním Němčí, v Bojkovicích a v Újezdci-Těšově.